# Enicospila
Enicospila é um gênero de traça pertencente à família Brachodidae.